# Václav Pavlíček (poslanec Českého zemského sněmu)
Václav Pavlíček (cca 1847 – 20. března 1917 Korycany) byl rakouský politik české národnosti z Čech, poslanec Českého zemského sněmu.

## Biografie
Působil jako statkář v Korycanech a coby okresní starosta v Mělníku. Funkci okresního starosty zastával v letech 1899–1913. Byl členem okresní školní rady.
Zapojil se i do vysoké politiky. V zemských volbách roku 1908 byl zvolen na Český zemský sněm, kde zastupoval kurii venkovských obcí, obvod Mělník, Roudnice. Uváděl se jako kandidát agrární strany.
Zemřel v březnu 1917. Bylo mu 70 let.